# Dans ses rêves (téléfilm)
Cet article concerne le téléfilm de Ryan Little. Pour le film de Karey Kirkpatrick, voir Dans ses rêves (film).
Dans ses rêves (Everything You Want) est un téléfilm américain réalisé par Ryan Little et diffusé le 17 avril 2005 sur ABC Family.

## Fiche technique
- Titre original : Everything You Want
- Réalisation : Ryan Little
- Scénario : Natalie Prado et Steven A. Lee
- Photographie : Geno Salvatori
- Musique : J Bateman
- Société de production : Dream Guy Productions, Candlelight Media Group
- Durée : 95 minutes
- Pays : États-Unis

## Distribution
- Shiri Appleby : Abby Morrison
- Nick Zano : Quinn Andrews
- Alexandra Holden : Jessica Lindstrom
- Orlando Seale : Sy
- Will Friedle : Calvin Dilwaller
- Edie McClurg : Mary Louise Morrison
- Scott Wilkinson : George Morrison
- K.C. Clyde (de) : Ryan Sanders
- James Jamison : Professeur Allen